# ホーリング
ホーリング (Halling) は、アメリカ合衆国生産、イギリス調教の競走馬・種牡馬。現役時代にはインターナショナルステークス(2勝)やエクリプスステークス(2勝)などG1競走を5勝した。1996年のカルティエ賞の最優秀古馬に選ばれている。

## 経歴
デビューは遅く、3歳になった1994年7月に初出走を果たし、4戦目となった8月のリポン競馬場で行われたハロゲートハンデキャップで初勝利を挙げた。ここから連勝劇が始まり、10月のケンブリッジシャーハンデキャップまで3連勝を果たしている。
その1994年の12月に、ゴドルフィンのシェイク・モハメドに購入され、厩舎もジョン・ゴスデンのもとからドバイのサイード・ビン・スルール厩舎へと移籍した。同年の年末よりナドアルシバ競馬場でダートの競走を3戦し、1995年の年初にはマクトゥームチャレンジのラウンド1・ラウンド2（当時格付けなし）で優勝、連勝の記録を伸ばした。
1995年7月、ホーリングはサンダウンパーク競馬場でエクリプスステークスに出走、初めてのG1競走挑戦となった。ホーリングは8頭立ての5番人気であったが、ウォルター・スウィンバーン騎乗のもとでスタートからずっと先頭を走り続け、最後の直線で追いすがった2着馬シングスピールからクビ差で逃げ切って優勝、初挑戦にしてG1馬の称号を手に入れた。
続くヨーク競馬場のインターナショナルステークスでも逃げを打ち、最後の直線では2着のバーリ以下を大きく突き放して伸び、3馬身半差で連勝記録を8に伸ばした。しかし、その年最後の競走となったブリーダーズカップ・クラシックではスタートから先頭を奪えず中団につける羽目になり、さらにコーナーで大きく外を回らされたことも影響して、最後の直線を前に失速、勝ち馬のシガーから大きく離された最下位11着と惨敗を喫した。
翌年1996年も3月のナドアルシバ競馬場より始動、現地のステークス競走を快勝して、その翌戦にこの年より創設されたドバイワールドカップを選んだ。しかし再びシガーと競走することになり、そして再び先頭を奪えず、さらにここでもシガーの優勝から遠く離れた最下位11着に敗れた。
この後ホーリングは再びヨーロッパに戻り、5月のロンシャン競馬場で行われたイスパーン賞では得意の逃げ切りで久々のG1勝ちを収めた。続くエクリプスステークス・インターナショナルステークスもそれぞれ連覇し、チャンピオンステークスでボスラシャムの2着に敗れたところでその年の競走を終えた。ホーリングはこの年をもって引退し、デュラハムホールスタッドで種牡馬入りした。この年のカルティエ賞表彰において、ホーリングは最優秀古牡馬部門を受賞した。
引退後は1997年から種牡馬として活動し、後の2005年よりドバイのエミレーツスタッドに移動している。
代表産駒には2009年のパリ大賞典優勝馬キャヴァルリーマンや2010年のガネー賞優勝馬カットラスベイがいる。また、ブルードメアサイアーとしてはバウンスシャッセ、ムーンクエイク、コントラチェックのきょうだいを出している。
2016年2月2日にDalham Hall Studで死去した。

## 評価
- 1996年 - カルティエ賞最優秀古牡馬

## 競走成績
| 出走日     | 競馬場           | 競走名                  | 格 | 距離     | 着順 | 騎手               | 着差     | 1着（2着）馬          |
| ---------- | ---------------- | ----------------------- | -- | -------- | ---- | ------------------ | -------- | --------------------- |
| 1994.07.20 | ヤーマウス       | 未勝利                  |    | 芝7f3y   | 7着  | L.デットーリ       | 18馬身   | Ingozi                |
| 1994.07.30 | サースク         | 未勝利                  |    | 芝8f     | 4着  | D.ギブソン         | 4馬身1/2 | Puissant              |
| 1994.08.08 | ウインザー       | 未勝利                  |    | 芝8f67y  | 6着  | B.トムソン         | 11馬身   | Grecian Slipper       |
| 1994.08.02 | リポン           | ハロゲートH             |    | 芝10f    | 1着  | L.デットーリ       | 2馬身1/2 | （Bronze Maquette）   |
| 1994.09.01 | ドンカスター     | ラドブロークH           |    | 芝10f60y | 1着  | B.トムソン         | アタマ   | （Green Crusader）    |
| 1994.10.01 | ニューマーケット | ケンブリッジ州H         |    | 芝9f     | 1着  | L.デットーリ       | 2馬身1/2 | （Hunters of Brora）  |
| 1994.12.29 | ナドアルシバ     | マダガンズ競走          |    | D1800m   | 1着  | J.キャロル         | 2馬身1/2 | （Alfawz Alwasheek）  |
| 1995.01.26 | ナドアルシバ     | マクトゥームチャレンジ1 |    | D1600m   | 1着  | J.キャロル         | 3/4馬身  | （Lower Egypt）       |
| 1995.02.26 | ナドアルシバ     | マクトゥームチャレンジ2 |    | D2000m   | 1着  | J.キャロル         | 4馬身    | （Rainbow Heights）   |
| 1995.07.08 | サンダウン       | エクリプスS             | G1 | 芝10f7y  | 1着  | W.R.スウィンバーン | クビ     | （Singspiel）         |
| 1995.08.15 | ヨーク           | インターナショナルS     | G1 | 芝10f85y | 1着  | W.R.スウィンバーン | 3馬身1/2 | （Bahri）             |
| 1995.10.28 | ベルモントパーク | BCクラシック            | G1 | D10f     | 11着 | W.R.スウィンバーン | 19馬身   | Cigar                 |
| 1996.03.03 | ナドアルシバ     | アルフタイムT           |    | D2000m   | 1着  | L.デットーリ       | 8馬身    | （Torrential）        |
| 1996.03.27 | ナドアルシバ     | ドバイワールドC         | G1 | D2000m   | 11着 | L.デットーリ       | 24馬身   | Cigar                 |
| 1996.05.27 | ロンシャン       | イスパーン賞            | G1 | 芝1850m  | 1着  | L.デットーリ       | 1馬身1/2 | （Gunboat Diplomacy） |
| 1996.07.06 | サンダウン       | エクリプスS             | G1 | 芝10f7y  | 1着  | J.リード           | クビ     | （Bijou d'Inde）      |
| 1996.08.02 | ヨーク           | インターナショナルS     | G1 | 芝10f85y | 1着  | L.デットーリ       | 3馬身    | （First Island）      |
| 1996.10.19 | ニューマーケット | チャンピオンS           | G1 | 芝10f    | 2着  | L.デットーリ       | 2馬身1/2 | Bosra Sham            |

## 血統表
| ホーリングの血統（ネイティヴダンサー系 / 5代内アウトブリード） | ホーリングの血統（ネイティヴダンサー系 / 5代内アウトブリード） | ホーリングの血統（ネイティヴダンサー系 / 5代内アウトブリード） | （血統表の出典）      | （血統表の出典） |
| 父 Diesis 1980 栗毛 イギリス                                   | 父の父Sharpen Up 1969 栗毛 イギリス                            | *Atan エタン                                                   | Native Dancer         | Native Dancer    |
| 父 Diesis 1980 栗毛 イギリス                                   | 父の父Sharpen Up 1969 栗毛 イギリス                            | *Atan エタン                                                   | Mixed Marriage        |                  |
| 父 Diesis 1980 栗毛 イギリス                                   | 父の父Sharpen Up 1969 栗毛 イギリス                            | Rocchetta                                                      | Rockefella            | Rockefella       |
| 父 Diesis 1980 栗毛 イギリス                                   | 父の父Sharpen Up 1969 栗毛 イギリス                            | Rocchetta                                                      | Chambiges             |                  |
| 父 Diesis 1980 栗毛 イギリス                                   | 父の母Doubly Sure 1971 鹿毛 イギリス                           | Reliance                                                       | Tantieme              | Tantieme         |
| 父 Diesis 1980 栗毛 イギリス                                   | 父の母Doubly Sure 1971 鹿毛 イギリス                           | Reliance                                                       | Relance               |                  |
| 父 Diesis 1980 栗毛 イギリス                                   | 父の母Doubly Sure 1971 鹿毛 イギリス                           | Soft Angels                                                    | Crepello              | Crepello         |
| 父 Diesis 1980 栗毛 イギリス                                   | 父の母Doubly Sure 1971 鹿毛 イギリス                           | Soft Angels                                                    | Sweet Angel           |                  |
| 母 Dance Machine 1982 鹿毛 イギリス                            | 母の父Green Dancer 1972 鹿毛 アメリカ                          | Nijinsky II                                                    | Northern Dancer       | Northern Dancer  |
| 母 Dance Machine 1982 鹿毛 イギリス                            | 母の父Green Dancer 1972 鹿毛 アメリカ                          | Nijinsky II                                                    | Flaming Page          |                  |
| 母 Dance Machine 1982 鹿毛 イギリス                            | 母の父Green Dancer 1972 鹿毛 アメリカ                          | Green Valley                                                   | Val de Loir           | Val de Loir      |
| 母 Dance Machine 1982 鹿毛 イギリス                            | 母の父Green Dancer 1972 鹿毛 アメリカ                          | Green Valley                                                   | Sly Pola              |                  |
| 母 Dance Machine 1982 鹿毛 イギリス                            | 母の母Never a Lady 1974 栗毛 アイルランド                      | Pontifex                                                       | Jaipur                | Jaipur           |
| 母 Dance Machine 1982 鹿毛 イギリス                            | 母の母Never a Lady 1974 栗毛 アイルランド                      | Pontifex                                                       | Pontivy               |                  |
| 母 Dance Machine 1982 鹿毛 イギリス                            | 母の母Never a Lady 1974 栗毛 アイルランド                      | Camogie                                                        | *Celtic Ash           | *Celtic Ash      |
| 母 Dance Machine 1982 鹿毛 イギリス                            | 母の母Never a Lady 1974 栗毛 アイルランド                      | Camogie                                                        | Mesopotamia F-No.10-c |                  |